# جونينيو باوليستا
جونينيو باوليستا (بالبرتغالية: Juninho Paulista‏) (مواليد 22 فبراير 1973) هو لاعب كرة قدم. يلعب مع منتخب البرازيل لكرة القدم. سبق له أن لعب في كأس العالم لكرة القدم مع منتخب بلاده.

## روابط خارجية
- جونينيو باوليستا على موقع الاتحاد الدولي (مؤرشف)  (الإنجليزية)
- جونينيو باوليستا على موقع الاتحاد الأوربي (الإنجليزية)
- جونينيو باوليستا على موقع قاعدة بيانات كرة القدم.إي يو (الإنجليزية)
- جونينيو باوليستا على موقع ناشيونال فوتبول تيمز (الإنجليزية)
- جونينيو باوليستا على موقع Soccerbase.com (لاعب) (الإنجليزية)
- جونينيو باوليستا على موقع عالم كرة القدم.نت (الإنجليزية)
- جونينيو باوليستا على موقع كووورة
- جونينيو باوليستا على موقع أوليمبيديا (الإنجليزية)
- جونينيو باوليستا على موقع اللجنة الأولمبية البرازيلية (البرتغالية)